# Montipora nodosa
Espèce
Statut de conservation UICN

 NT  : Quasi menacé
Statut CITES
Montipora nodosa est une espèce de coraux appartenant à la famille des Acroporidae.